# Serge Savard
Serge Aubrey Savard (Montréal, 22 gennaio 1946) è un dirigente sportivo ed ex hockeista su ghiaccio canadese, noto soprattutto per essere stato una delle bandiere dei Montreal Canadiens, squadra della National Hockey League con cui fu un grado in quindici stagioni di vincere otto Stanley Cup. Dal 1986 è membro dell'Hockey Hall of Fame.

## Carriera

### Club
Savard iniziò la propria carriera nella formazione giovanile di Montréal, i Canadien junior de Montréal della Ontario Hockey League, mentre successivamente passò presso gli Omaha Knights. Nel 1966 Savard esordì in National Hockey League con la maglia dei Montreal Canadiens. Nella stagione 1968–69, la sua seconda interamente trascorsa in NHL season, guidò i Canadiens alla seconda Stanley Cup consecutiva, risultando il secondo difensore capace di vincere il Conn Smythe Trophy come miglior giocatore dei play-off.
Nelle quindici stagioni trascorse con i Canadiens, Savard riuscì a vincere per otto volte la Stanley Cup: nel 1968, 1969, 1971, 1973, 1976, 1977, 1978 e 1979. Nel 1979 conquistò inoltre il Bill Masterton Memorial Trophy per la sua perseveranza e dedizione verso la disciplina. Savard giocò le ultime due stagioni della sua carriera con i Winnipeg Jets prima del suo ritiro nel 1983. Savard totalizzò 1170 presenze in NHL, segnando 125 reti e fornendo 382 assist.

### Nazionale
Savard fece parte della formazione del Canada in due diverse occasioni: la prima nel 1972 fu il Summit Series contro la nazionale sovietica, dove in cinque partite offrì due assist; la seconda invece nel 1976 fu la prima edizione della Canada Cup, vinta proprio dalla squadra padrona di casa.

### Dirigente
Dopo il suo ritiro dall'attività agonistica Savard nel 1983 fu investito del ruolo di general manager dei Canadiens, così come nella squadra affiliata in American Hockey League dei Sherbrooke Canadiens. Savard vinse la Calder Cup con Sherbrooke nel 1985. In NHL con Montréal invece nel 1986 e nel 1993 conquistò altri due successi nella Stanley Cup.

## Dopo il ritiro
Nel 1994 Savard fu nominato ufficiale dell'Ordine del Canada per i suoi meriti sportivi ed umanitari. Nel 2004 invece ricevette il titolo di Cavaliere dell'Ordine nazionale del Québec, sua provincia d'origine. Nel 1998 fu inserito all'ottantunesima posizione nella lista stilata da "The Hockey News" dei 100 giocatori di sempre di hockey su ghiaccio. Il 18 novembre 2006 in una cerimonia apposita i Montreal Canadiens ritirarono la sua maglia numero 18 presso il Centre Bell.

## Palmarès

### Club
- Stanley Cup: 8

Montrèal: 1967-1968, 1968-1969, 1970-1971, 1972-1973, 1975-1976, 1976-1977, 1977-1978, 1978-1979

### Nazionale
- Summit Series: 1

1972
- Canada Cup: 1

1976

### Individuale
- Membro dell'Hockey Hall of Fame:

1986
- Conn Smythe Trophy: 1

1968-1969
- Bill Masterton Memorial Trophy: 1

1978-1979
- NHL Second All-Star Team: 1

1978-1979
- CPHL Rookie of the Year: 1

1966-1967